# Kriptó
|  | Aquest article tracta sobre el món de ficció de Superman. Vegeu-ne altres significats a «Criptó». |

Kriptó és el planeta originari de Superman. Es tracta d'un planeta fictici creat en la imaginació de Jerry Siegel i Joe Shuster, que plasmaren en el còmic de Superman, publicat per DC Comics.

## Història
Kriptó explotà per la seva geologia, els elements radioactius del seu nucli eren inestables. Tota civilització present al planeta desaparegué a conseqüència de l'explosió. Només un ésser sobreviu: un nadó anomenat Kal-El, que a bord d'una nau espacial creada pel seu pare, Jor-El, es dirigeix cap a la Terra, sabent que el seu sol groguenc i la seva baixa gravetat li donarien poders extraordinaris. En altres versions del mite, altres personatges sobreviuen a l'explosió de Kriptó: Supergirl, i els criminals habitants de la Zona Fantasmagòrica.
Poques coses se saben d'aquest planeta, només detalls recopilats al llarg de diferents versions del còmic de Superman, existents des de l'any 1938. Es tracta d'un planeta format bàsicament per roca i gel. La forma de vida dominant és humanoide, és a dir, bàsicament iguals als humans de la Terra. Viuen en estructures mig subterrànies que els protegeixen de l'intens fred de l'exterior, i la seva societat està uns quants segles més avançada que la societat de la Terra. Els habitants de Kriptó dominaven el quars i altres cristalls minerals com a llibres, teoria que actualment es contempla a la Terra, aconseguint cristalls perfectes que òpticament contenien milions de dades. Varis d'aquests cristalls varen ser enviats amb en Superman cap a la Terra, cristalls en els que es narra la història humana, i cristalls que li narren la seva pròpia. Un d'aquests cristalls li permetrà crear la Fortalesa de la Solitud.
La desaparició de Kriptó també s'explica per l'explosió del sol vermell del seu sistema, que atrapa Kriptó i el destrueix. Fragments del planeta vaguen per l'univers en forma de meteorits. Kriptó tenia la particularitat de tenir un element no existent en altres planetes: la Kriptonita, i que té efectes particulars sobre Superman i a vegades sobre els humans.
A part de Kal-El van aparèixer supervivents addicionals, com Supergirl, els seus pares (mantinguts vius a la "Survival Zone", una "dimensió" paral·lela similar a la Phantom Zone), els habitants criminals de la Phantom Zone, Dev-Em, els residents de la ciutat embotellada de Kandor, els veritables pares de Superman i Supergirl, Karsta Wor-Ul i les mascotes Krypto i Beppo. Kandor, la primera capital de Krypton, és miniaturitzada per Brainiac, però finalment és recuperada per Superman i posteriorment allotjada a la Fortalesa de la Solitud per a la seva custodia. Poc després, Kryptonopolis es converteix en la segona capital de Krypton i han presentat un altre supervivent recentment descobert, Karsta Wor-Ul.